# Nordlig padda
Nordlig padda, (Anaxyrus boreas), är en nordamerikansk paddart i släktet Anaxyrus. Den fördes tidigare till släktet Bufo.

## Taxonomi
Arten har två underarter, nominatunderarten Anaxyrus boreas boreas, och Anaxyrus boreas halophilus.

## Beskrivning
En stor padda, längden är 5,5 till 13 cm. Parotidkörtlarna är stora och ovala. Ryggen är ljust grönaktig till ljusgrå med flera oregelbundna mörkare fläckar med en vårta i varje fläck.
Mitt på ryggen har den en blekgul till vit längsgående strimma. Denna saknas dock eller är kraftigt reducerad hos ungdjur. Hanarna har slätare skinn och färre fläckar än honor och äldre ungdjur. Buksidan och halsen är ljusa. Pupillen är horisontal. A. b. halophilus skiljer sig från nominatunderarten genom att ha fler mörka fläckar på buken, mindre fötter och ett bredare huvud med större ögon.

## Utbredning
Arten förekommer längs Nordamerikas västkust från södra Alaska till Baja California i Mexiko. Österut når den i höjd med Klippiga bergen. Underarten A. b. halophilus finns i Kalifornien.

## Ekologi
Den nordliga paddan förekommer ifrån vattensamlingar i öknen, dammar, sjöar, långsamrinnande vattendrag över äng och skog till våtmarker i bergen. Den gömmer sig gärna i jordhålor, antingen egengrävda i lös jord, eller övergivna smågnagarbon. Den kan också söka gömsle under fallna trädstammar och stenar. Grodan kan gå upp till över 3 600 m över havet.
I kyligare klimat sover paddan vintersömn i håligheter i klippor i närheten av vattendrag, under rötterna på barrträd och troligtvis även i bäverdammar.
Hanen saknar strupsäckar, och lätet är ett svagt kvittrande.

### Föda
Larverna lever av växtdelar, detritus (nedbrutna djur- och växtdelar) i bottenslammet och kan även påträffas på as. De vuxna lever av olika ryggradslösa djur som bland annat insekter, spindlar och maskar. Som hos många andra stjärtlösa groddjur fångas bytet med hjälp av tungan.

### Fortplantning
Den nordliga paddan blir könsmogen mellan 4 och 6 års ålder. Den äldsta observerade åldern i naturen är 9 år, men man förmodar att paddan kan bli mycket äldre.
Lek och larvutveckling sker på vår till sommar i stillastående eller långsamrinnande vatten. Hanen hävdar inga revir, men under amplexus hindrar han aktivt (bland annat genom sparkar) fler hanar att närma sig honan. Honan lägger upptill 12 000 ägg i form av två band på grunda djup. Äggen kläcks efter 3 till 10 dagar beroende på vattentemperatur, och larverna förvandlas till fullbildade paddor mellan 30 och 45 dagar senare.

## Status
Arten är klassificerad som nära hotad ("NT") av IUCN, och populationen minskar. Orsakerna är till stor del okända. Som möjliga orsaker har nämnts immunsuppression, möjligen utlöst av miljöfaktorer, bakterie- och svampsjukdomar, predation av fåglar samt habitatförlust till följd av åtgärder som vattenregleringar och ökat sportfiske.